# Amphidozotherium cayluxi
L'anfidozoterio (Amphidozotherium cayluxi) è un mammifero insettivoro estinto, appartenente ai nittiteriidi. Visse tra l'Eocene superiore e l'Oligocene inferiore (circa 34 - 29 milioni di anni fa) e i suoi resti fossili sono stati ritrovati in Europa.

## Descrizione
Questo animale doveva essere vagamente simile a una talpa, anche se privo delle specializzazioni esagerate delle forme attuali. La mandibola, ben conosciuta, era dotata di un piccolo canino e di tre premolari di taglia decrescente verso la parte posteriore della mandibola. Il quarto premolare inferiore non era molariforme, era grande quanto il primo molare e presentava due grandi cuspidi anteriori seguite da un talonide debolmente sviluppato. I molari avevano un trigonide netto, piuttosto elevato, e un talonide largo. Anche i molari diminuivano di taglia dal primo all'ultimo. Il forame mandibolare posteriore era situato sotto il quarto premolare.

## Classificazione
Amphidozotherium cayluxi venne descritto per la prima volta nel 1877 da Henri Filhol, sulla base di fossili ritrovati nelle fosforiti di Quercy in Francia, in terreni databili all'Oligocene inferiore; altri fossili attribuiti a questa specie sono stati ritrovati in terreni più antichi in Francia e in Inghilterra (Eocene superiore) e in terreni coevi in Belgio.
Amphidozotherium è stato inizialmente considerato un rappresentante arcaico dei talpidi; in seguito questo animale è stato classificato all'interno dei nittiteriidi (Nyctitheriidae), un gruppo di insettivori arcaici forse solo lontanamente imparentati con gli eulipotifli. Sembra che Amphidozotherium fosse una delle forme più specializzate fra i nittiteriidi (Rose e Gingerich, 1987).